# 康斯坦丁·阿尔杰托亚努
康斯坦丁·阿尔杰托亚努（羅馬尼亞語：Constantin Argetoianu，1871年3月15日—1955年2月6日）是一名羅馬尼亞政治人物，曾於1939年9月28日至1939年11月24日擔任羅馬尼亞總理。

## 外部連結
- Voice recording at the funeral of Armand Călinescu （页面存档备份，存于）, Fonoteca Radio România